# Отрантски замак
Отрантски замак (енгл. The Castle of Otranto) је роман Хораса Волпола. Први пут је објављен 1764. године и генерално се сматра првим готичким романом. У другом издању, Волпол је додао поднаслов – Готичка прича. Смештен у уклети замак, роман комбинује медијевализам и терор у стилу који је опстао до данас. Естетика романа обликовала је модерне готичке књиге, филмове, уметност, музику и готичку супкултуру.
Волпол је био инспирисан да напише причу након једне ноћне море коју је имао у свом неоготичком дому у Твикнему, у југозападном Лондону. Тврдећи да је видео духа у ноћној мори — која је укључивала и „гигантску руку у оклопу” — Волпол је укључио ове елементе у роман, а такође се ослањао на своје знање о средњовековној историји.
Роман је покренуо књижевни жанр који ће постати изузетно популаран крајем 18. и почетком 19. века, са ауторима као што су Клара Рив, Ен Редклиф, Вилијам Томас Бекфорд, Метју Луис, Мери Шели, Брем Стокер, Едгар Алан По, Роберт Луис Стивенсон и Џорџ ди Морије.
Књигу је у Србији први пут објавила издавачка кућа Мали Немо 2011. године, у преводу Милене Дасукидис.

## Радња
Радња прати Манфреда, господара Ортантског замка, и његову породицу. Књига почиње на дан венчања његовог болешљивог сина Конрада и принцезе Изабеле. Међутим, недуго пре венчања, на Конрада пада џиновски шлем и убија га. Овај необјашњиви догађај сматра се посебно злокобним у светлу древног пророчанства, „да ће замак и господарство Отранто прећи из руку тренутне породице, кад год прави власник постане превелик да би га настанио”. Манфред, престрављен да Конрадова смрт означава почетак краја његове лозе, одлучује да то спречи женидбом се са Изабелом, након што се разведе од своје садашње супруге, Хиполите, за коју сматра да није у стању да му роди правог наследника у светлу Конрадовог болешљивог стања и његове преране смрти.
Међутим, док Манфред покушава да ожени Изабелу, она бежи у цркву уз помоћ сељака по имену Теодор. Манфред наређује Теодорову смрт док разговара са фратром Џеромом, који је обезбедио Изабелину безбедност у цркви. Када Теодор скине своју кошуљу да би био убијен, Џером препознаје рану испод његовог рамена и идентификује га као сопственог сина. Џером моли за живот свог сина, а Манфред му говори да мора или да се одрекне принцезе или живота свог сина. Прекида их труба и улазак витезова из другог краљевства, који желе да врате Изабелу њеном оцу, Фредерику, заједно са замком, јер Фредерик полаже јаче право на њега (што је још један разлог зашто Манфред жели да се ожени Изабелом). Ово наводи витезове и Манфреда да се утркују да пронађу Изабелу.
Теодора, кога је Манфред закључао у кулу, ослобађа Манфредова ћерка Матилда. Он бежи до подземне цркве и проналази Изабелу. Сакрива је у пећини и чува је да би је заштитио од Манфреда и на крају се бори са једним од мистериозних витезова. Теодор тешко повређује витеза, за кога се испоставља да је Изабелин отац, Фредерик. Након тога, сви се враћају у замак да реше ствари. Фредерик се заљубљује у Матилду, а он и Манфред склапају договор да ће један другом оженити ћерку. Фредерик одустаје од овога након што га упозори привиђење костура.
Манфред, сумњајући да се Изабела састаје са Теодором у цркви, долази тамо са ножем, где се Матилда састаје са Теодором. Замењујући своју ћерку за Изабелу, он је убоде ножем. Док Матилда умире, открива се да је Теодор прави принц Отранта, остављајући Манфреда да се покаје. Појављује се џиновски сабласни дух, проглашава пророчанство испуњеним и разбија зидове замка.
Манфред абдицира кнежевину и повлачи се у религију заједно са Хиполитом. Теодор постаје принц остатака замка и жени се Изабелом, јер она једина може да разуме његову тугу.

## Ликови
- Манфред — господар Отрантског замка. Он је Конрадов и Матилдин отац и Хиполитин муж. Након што му је сина убила џиновска кацига, он постаје опседнут идејом да се разведе од Хиполите, желећи за супругу много млађу Изабелу, која је требало да се уда за његовог сина. Манфред служи као главни антагониста романа; он је диктаторски владар и отац и покреће заплет у приказу поремећене окрутности над својом децом.
- Хиполита — Манфреда супруга и мајка Конрада и Матилде. Након што је изгубила сина, остаје јој само Матилда да се избори са тиранским поремећајем ума који њен муж показује. Манфред намерава да се разведе од ње због њене стерилности и на основу тога што је њихов брак у ствари неважећи јер су у сродству. Суочена са претњом развода, Хиполита је жалосна, али подложна вољи свог мужа. Она попушта вољи свога супруга, остављајући по страни свој морал и срећу како би он могао да добије оно што жели.
- Конрад — петнаестогодишњи син Манфреда и Хиполите и Матилдин млађи брат. На првим страницама романа згњечен је џиновским шлемом пре венчања са Изабелом.
- Матилда — ћерка Хиполите и опресивног Манфреда. Она се заљубљује у Теодора, на њену велику жалост јер њени родитељи не одобравају ову везу. Појавом Фредерика ствари постају још компликованије јер Фредерик жуди за Матилдом. Она служи као забрањена жена, чести мотив готичке књижевности.[5] Фредерик и Манфред планирају да један другоме ожене ћерку, уништавајући Матилдину наду да ће бити са Теодором. На крају романа, грешком је убија њен отац.
- Изабела — Фредерикова ћерка и Конрадова вереница (на почетку романа). Након Конрадове смрти, она јасно ставља до знања да би, иако није волела Конрада, више волела да се удала за њега него за његовог оца, који је прогања кроз читав роман. Изабела и Матилда се препиру око чињенице да обоје гаје осећања према Теодору. Након Матилдине смрти, Теодор се жени Изабелом и њих двоје постају господар и господарица замка.
- Теодор — на почетку романа, Теодор се појављује као споредан лик, чија је улога искључиво да укаже на значај шлема као везе са испуњењем пророчанства. Међутим, он добија све већи значај након што Манфред нареди да се затвори под шлемом због своје дрскости, одакле бежи и помаже Изабели да побегне из замка. Касније се у роману открива да је он изгубљени син фратра Џерома. Теодор наставља да штити Изабелу од Манфредове пожуде. Он осваја срца и Изабеле и Матилде, али се жени Изабелом након Матилдине смрти. Он такође касније постаје владар Отрантског замка.
- Фратар Џером — фратар у манастиру код Ортантског замка. Манфред покушава да га изманипулише да подржи његов план да се разведе од своје жене и да је убеди да се сложи са овим планом. Касније се сазнаје да је он Теодоров отац.
- Фредерик — давно изгубљени Изабелин отац који се појављује касно у роману. У почетку се противи Манфреду, све док се не договори да ожени Матилду.
- Бјанка — Матилдина слушкиња која има комичну улогу у иначе веома мелодраматичном роману.
- Дијего и Жакез — њих двојица, попут Бјанке, су слуге у Ортантском замку.

## Историја
Ортантски замак је написан 1764. године када је Хорас Волпол био посланик у парламенту. Волпол је био фасциниран средњовековном историјом, а 1749. је изградио лажни готички замак, кућу Стробери Хил.
Прво издање је у целости насловљено: Отрантски замак, прича. Превео господин Вилијам Маршал. Са оригиналног италијанског Онуфрија Муралта, канона цркве Светог Николе у Отранту. Ово прво издање наводно је превод заснован на рукопису написаном у Напуљу 1529. године. и недавно поново откривеном у библиотеци „древне католичке породице на северу Енглеске”. Користио је архаични стил писања да би појачао веродостојност.
Прича о италијанском рукопису, како се тврди, изведена из још старије приче, која датира можда још од Крсташких ратова. Овај италијански рукопис, као и наводни аутор „Онуфрио Муралто”, били су Волполове креације, а „Вилијам Маршал” његов псеудоним.
У другом и наредним издањима, Волпол је признао ауторство дела, пишући: „Повољан начин на који је ово мало дело прихваћено у јавности, позива аутора да објасни разлоге због којих га је компоновао” као „покушај спајања две врсте романтике, древну и модерну. У првој је све била машта и невероватноћа: у другој је природа увек намеравала да буде, а понекад је и била, копирана са успехом...” У то време се водила расправа о функцији књижевности; односно да ли би дела фикције требало да буду репрезентативна за живот или пре чисто маштовита (тј. природна насупрот романтичној). Прво издање наишло је на позитиван пријем код неких рецензената који су роман схватили као припадника средњовековне фикције, „између 1095. године, ере Првог крсташког рата, и 1243. године, времена последњег”, како стоји у првом предговору; а неки су Волпола називали „генијалним преводиоцем”. Међутим, након што је Волпол признао ауторство, многи критичари су омрзли дело и одбацили су га као апсурдну, неозбиљну, романтичну фикцију, па чак и неукусну или неморалну.
У свом издању Ортантског замка из 1924. године, Монтегју Самерс је показао да је животна прича Манфреда Сицилијанског инспирисала неке детаље радње. Прави средњовековни Ортантски замак био је међу Манфредовом имовином.

## Књижевни елементи
У предговору другог издања, Волпол тврди да је роман „покушај спајања две врсте романтизма, древног и модерног”. Он дефинише „стари” романтизам по његовој фантастичној природи („његова машта и невероватност”), док „модерни” дефинише као дубље укорењен у књижевном реализму („строго придржавање заједничком животу”, по његовим речима). Комбинујући фантастичне ситуације (шлем који пада са неба, портрете који ходају, итд.) са наводно стварним људима који се понашају на „природан” начин, Волпол је створио нови и посебан стил књижевне фикције, који је често цитиран као шаблон за све наредне готичке романе. Часопис Monthly Review је изјавио да је за „оне који могу да пробаве апсурде готичке фикције” Отранто понудио „значајну забаву”.
Отрантски замак се надалеко сматра првим готичким романом, а са својим витезовима, зликовцима, унесрећеним девама, уклетим ходницима и стварима долазе ноћу, духовни је кум Франкенштајна и Дракуле, шкрипавих подних дасака Едгара Алана Поа и покретних степеница и ходајућих портрета Хогвортса Харија Потера.

### Готички елементи
Смештен у оронулом замку са свим сада већ класичним готичким елементима (тајним пролазима, крварећим статуама, необјашњивим звуковима и портретима који говоре), представља уклету кућу као симбол културног пропадања или промене.

—Џејн Бредли у новинама The Guardian.
Ортантски замак је први натприродни енглески роман и изузетно је утицајно дело готичке фантастике. Комбинује елементе реалистичке фикције са натприродним и фантастичним, успостављајући многе елементе и типове ликова који су постали типични за готички роман: тајни пролази, звецкајућа врата, слике које почињу да се померају и врата која се сама затварају. Песник Томас Греј рекао је Волполу да је роман „неке од нас расплакао и да се сви уопште плашимо да идемо у кревет ноћу”.

### Отрантски замаки Шекспир
Прву и најочигледнију везу са Вилијамом Шекспиром представља лично Хорас Волпол, у предговору за друго издање Отрантског замка, у којем он „велича Шекспира као истински оригиналног генија и узора имагинативне слободе, као део одбране Отрантовог дизајна”. На другим местима осим у предговору, неколико алузија на Шекспирова дела додатно наглашавају везу коју жели да повуче између сопственог и Шекспирових дела. На пример, у Хамлету, „Хамлетов сусрет са Духом постаје за Волпола шаблон за терор”.
Волпол креира „фрагментираније преобликовање” Духа из Хамлета, које је служило као репрезентација „сада несанкционисаног, али још увек популарног католичког погледа на духове као говорнике истине” за Шекспира. Католички елементи и у Хамлету и у Отранту су укључени да би представили додатни осећај чуда и мистерије за протестантску публику оба дела. Католички елемент је био неопходан аспект „шаблона терора” на који је Волпол хтео да се позове.
Алузија на Хамлетово искуство са Духом није замишљена само као „шаблон терора”, већ и да натера читаоце да се осећају као да гледају саму представу, а Волпол то ради у три наврата. Прво, он поставља Манфредов сусрет са анимираним портретом Рикарда као везу са првобитним јављањем Духа Хамлету. Друго, када фратар Џером обавештава Теодора о опасностима које се могу наћи у Отранту и позива га да се освети; ово је директна алузија на Духов захтев Хамлету да га се сети. Треће, Фредериков сусрет са скелетном утваром паралелан је са коначном појавом Духа у Хамлету.
Насилно питање крвних лоза и сукцесије служи као кључни елемент у многим Шекспировим драмама, од Хамлета до Ричарда II и Магбета, и очигледно је једна од главних интереса Отранта. Веза са Хамлетом је још више ојачана због инцеста који је такође у игри у Отранту. „У Отранту, замак и његови лавиринти постају основа за инцест који сигнализира распад породичних веза”, што је такође главни проблем у Хамлету будући да су Хамлетова мајка (Гертруда) и његов стриц (Клаудије) били, на неки начин, орођени пре њиховог брака. И Хамлет и Отранто су књижевне одскочне даске за дискусију о питањима брака, пошто су питање поништења брака Хенрија VIII и његовог каснијег брака са Аном Болен и даље биле теме жестоких контроверзи. Хенри VIII се оженио Катарином од Арагона, женом свог покојног брата, а касније је прекинуо тај брак због Катаринине немогућности да роди мушког наследника који би доживео пунолетство. Слично, Отранто се врти око „већег сексуалног надметања да би се обезбедило потомство”.
Коначна веза између Отранта и Шекспира лежи у улози коју играју слуге. Као и Шекспир, Волпол има за циљ да створи „мешавину комедије и трагедије”, а један од начина на који то чини је коришћење споредних ликова слугу (као што је Бјанка) у комичне сврхе. Ово је троп који Волпол преузима од Шекспира јер, на пример, Шекспирови глумци из Сна летње ноћи такође служе као кључни комични елементи у представи.